# Aspidiotus elaeidis
Aspidiotus elaeidis är en insektsart som beskrevs av Élie Marchal 1909. Aspidiotus elaeidis ingår i släktet Aspidiotus och familjen pansarsköldlöss. Inga underarter finns listade i Catalogue of Life.